# ハーヴェイロードの前提
ハーヴェイロードの前提（英語：Harvey Road presumption）とは、ケインズ経済学において、「政府は民間経済主体に比べて経済政策の立案能力・実行能力に優れている」という仮説。増税と政府の裁量権拡大を正当化するケインズ経済学を批判する意味で使われることが多い。経済学者ロイ・ハロッドが、『ケインズ伝』で、ジョン・メイナード・ケインズが生まれ育ったケンブリッジのハーヴェイ・ロード6番地にちなんで、ケインズの政治思想につけた言葉である。

## 経緯
ケインズが古典派経済学を打ち破る有効需要理論を生み出したハーヴェイ・ロードの地は、イギリスの知識階級が集まる場であった。ケインズの政策提案はこれら知識階級の議論の中に生まれており、政策実施は少数の賢人が合理性に基づいて判断するという前提があり、しかもこれらの人々は決して民主主義的な手続きを経て選ばれた人々ではなく、大衆に対して責任をとる必要のない自由な職業の人々であることが重要であった。
しかし現実には、民主主義政府において適宜な増税は減税よりも忌避される傾向にあるため、財政政策面でのハーヴェイロードの前提は失われた。一方、独立性を高めた中央銀行による政策実施は、よりハーヴェイロードの前提状態に近くなっており、昨今においてマクロ経済安定化政策が金融政策主体である一要因となっている。

## 反ケインズ派による攻撃材料としての用法
当初ハロッドによって、ハーヴェイロードの前提という言葉が生み出された時は主に肯定的な語彙の言葉であった。しかし、後にケインズ経済学批判が盛んになると、「ハーヴェイロードの前提」は非現実的・貴族的・非民主的ということで反ケインズ派がケインズ理論を攻撃するための格好の材料になった。特に、反ケインズ流の代表格で、リバタリアンの経済学・財政学者のジェームズ・M・ブキャナンが、ハーヴェイロードの前提をケインズを批判する際に多用した。ただし、これは経済理論からの批判というよりは政治学からの批判であり、政策当局の能力に焦点を当てたものである。